# Ambrolaoeri (gemeente)
Ambrolaoeri (Georgisch: ამბროლაურის მუნიციპალიტეტი, Ambrolaoeris munitsipaliteti) is een gemeente in het noorden van Georgië met ongeveer 10.000 inwoners (2024) en een oppervlakte van 1142 km². De gemeente ligt in de regio Ratsja-Letsjchoemi en Kvemo Svaneti rond de rivier Rioni. De gelijknamige stad is het bestuurlijk centrum alsmede de regiohoofdstad. Eén van de bekendste en exclusieve Georgische wijnappelaties komt uit de gemeente Ambrolaoeri en is vernoemd naar het dorp Chvantsjkara.

## Geschiedenis
Na het uiteenvallen van het Koninkrijk Georgië in de 15e eeuw behoorde het gebied van Ambrolaoeri tot het Koninkrijk Imeretië. Nadat Imeretië in 1804 een protectoraat van het Russisch Rijk was geworden, werd het in 1810 geannexeerd.

### In Russisch Rijk

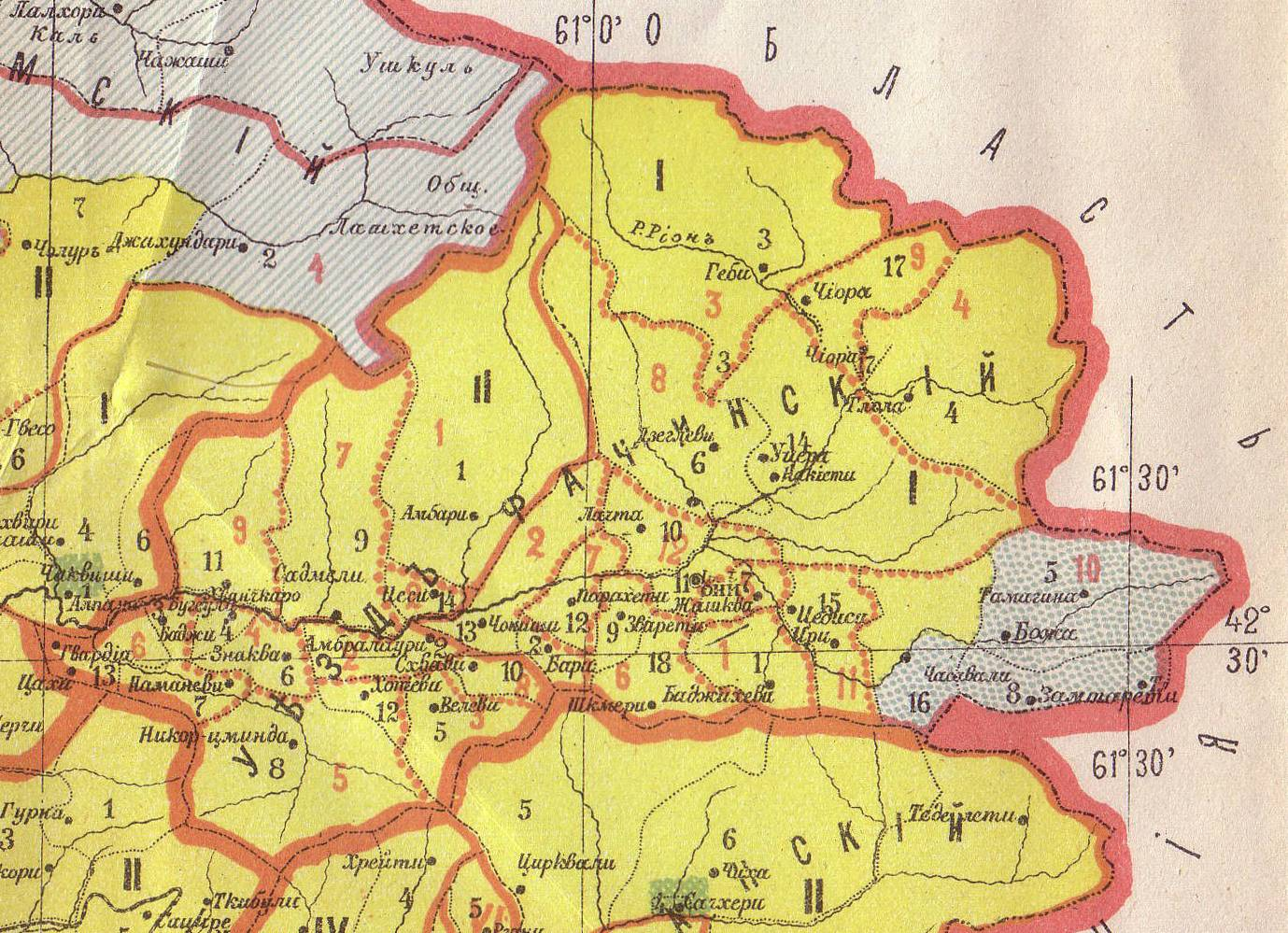
Oetsjastok Oni (II, links) in het oejezd Ratsja van het Gouvernement Koetais.

Het koninkrijk Imeretië werd omgevormd in het gelijknamige oblast en werd verdeeld in zes okroegen, waaronder het okroeg Ratsja waar Ambrolaoeri onder viel. In 1840 werd het oblast opgenomen in het Gouvernement Georgië-Imeretië, dat in 1846 weer gesplitst werd in de gouvernementen Tiflis en Koetais. Deze bestuurlijke indeling naar Russische maatstaven legde de basis voor de moderne Georgische indeling.
Het okroeg Ratsja werd omgevormd tot het oejezd Ratsja als onderdeel van gouvernement Koetais, met de stad Oni als bestuurlijk centrum. Het oejezd was onderverdeeld in twee gemeentelijke districten (oetsjastok, Russisch: yча́сток), te weten Oni en Ambrolaoeri (Амбролаурскій участокъ, Ambrolaurskiy uchastok), dat het gebied van de moderne gemeente besloeg.

### Vorming gemeente
Er volgden wat verschuivingen in de jaren 1920 bij de bestuurlijke herindelingen van de Sovjet-Unie, maar in 1930 werd het oetsjastok Oni omgevormd tot rajon (district), welke wezenlijk nog zo bestaat. In 1934 werd Ambrolaoeri hernoemd in Jenoekidze, naar de Georgische Sovjetstaatsman Avel Jenoekidze. Jenoekidze was de derde hooggeplaatste Georgiër in het Sovjet-leiderschap in deze periode, naast Stalin en Ordzjonikidze. Tijdens de Grote Zuiveringin 1937 werd hij gearresteerd en geëxecuteerd, waarna de naam Ambrolaoeri werd hersteld.
Het rajon werd in het onafhankelijke Georgië in 1995 toegewezen aan de nieuw gevormde regio Ratsja-Letsjchoemi en Kvemo Svaneti en werd in 2006 omgezet naar een gemeente. Tussen 2014 en 2017 was de stad Ambrolaoeri een zogenaamde "zelfbestuurde stad" en was het een aparte stadsgemeente buiten de rest van de (rurale) gemeente Ambrolaoeri.

## Geografie

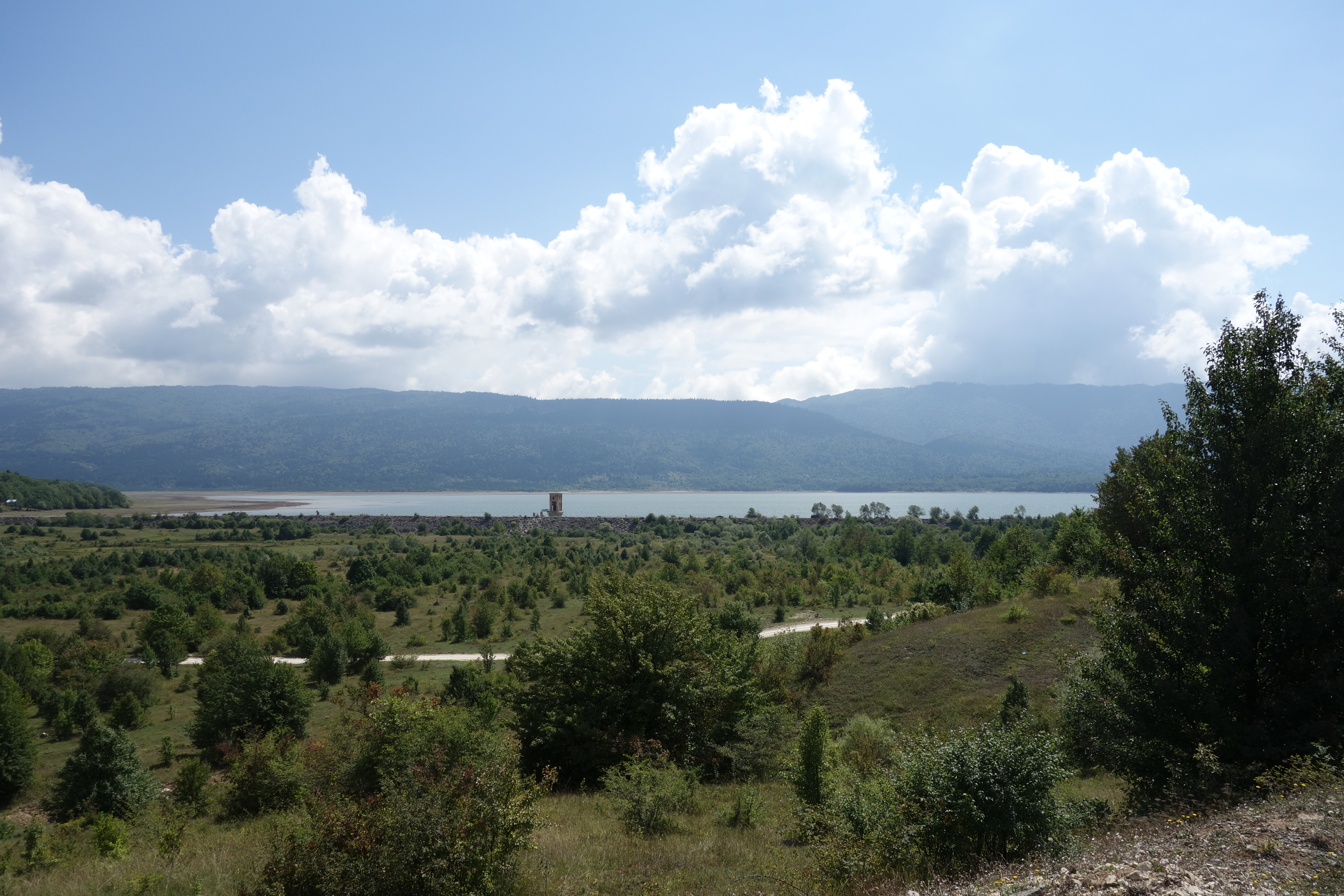
Sjaori-reservoir in het karstplateau.

Ambrolaoeri ligt tussen twee subgebergtes van de Grote Kaukasus die daar beiden aan parallel lopen. Aan de noordzijde ligt het Letsjchoemigebergte en aan de zuidzijde het Ratsjagebergte. Dit zijn tevens de gemeentegrenzen met Lentechi en Oni in het noorden en oosten, en met Satsjchere, Tsjiatoera, Tkiboeli en Tskaltoebo (allen regio Imereti) in het zuiden. Aan de westkant ligt Tsageri. De hoogste berg in de gemeente is de Tsjoetcharo (3562 m). De Rioni, de langste rivier die geheel in Georgië ligt, stroomt van oost naar west door de gemeente.

### Sjaori-Tkiboeli waterkrachtketen
In het zuidelijke deel van de gemeente in het Ratsjagebergte aan de noordkant van de 1218 meter hoge Nakerala-pas, ligt een groot karstplateau. Hierin ligt het Sjaori-reservoir op ongeveer 1150 meter hoogte, het grootste open water in Ratsja. Dit reservoir kwam tot stand door de plaatsing van een aarden dam in de lokale depressie in het plateau en wordt vooral gevoed door grondwater. In deze depressie lagen oorspronkelijk een paar kleinere meertjes: Charistvala en Ddzrochistvala. Het Sjaori-reservoir heeft een oppervlakte van ruim 9 km² met een maximale diepte van 14 meter en is het bovenste deel van de Sjaori-Tkiboeli waterkrachtketen.
Het Tkiboeli-reservoir ligt 13 kilometer naar het zuidwesten en 600 meter lager in de regio Imereti. De waterkrachtcentrale ging in 1955 open. In deze periode erkende de Sovjet-overheid het gezondheidskarakter van de omgeving van Sjaori en gaf het een kuuroordbestemming. Geologen en werknemers van het waterkrachtproject streken neer in de nederzetting Charistvala, wat in 1956 de status 'nederzetting met stedelijk karakter' kreeg. De nederzetting is verlaten en plannen ten behoeve van toeristische ontwikkeling komen niet van de grond.

## Demografie
Begin 2024 telde de gemeente Ambrolaoeri 10.093 inwoners, een daling van tien procent ten opzichte van de volkstelling van 2014. Het aantal inwoners van het gemeentelijk centrum Ambrolaoeri is sinds 2014 licht gedaald. Charistvala staat nog steeds te boek als een nederzetting met stedelijk karakter, een daba, maar kent geen inwoners meer. De bevolking van Ambrolaoeri is vrijwel mono-etnisch Georgisch en is Georgisch-Orthodox.
| Gemeente Ambrolaoeri                                                    | - | - | - | 38.191 | 26.667 | 24.128 | 20.916 | 17.065 | 16.079 | 11.186 | 10.524 | 10.093 |  |  |
|                                                                         |   |   |   |        |        |        |        |        |        |        |        |        |  |  |
| Ambrolaoeri                                                             | - | - | - | 1.104  | 3.043  | 2.317  | 2.639  | 2.933  | 2.541  | 2.047  | 2.013  | 1.961  |  |  |
| Charistvala (daba)                                                      | - | - | - | -      | 827    | 134    | 65     | 26     | 4      | 0      | 0      | 0      |  |  |
| Verantwoording data: Bevolkingsstatistiek Georgië 1897 tot heden. Noot: |   |   |   |        |        |        |        |        |        |        |        |        |  |  |

## Administratieve onderverdeling

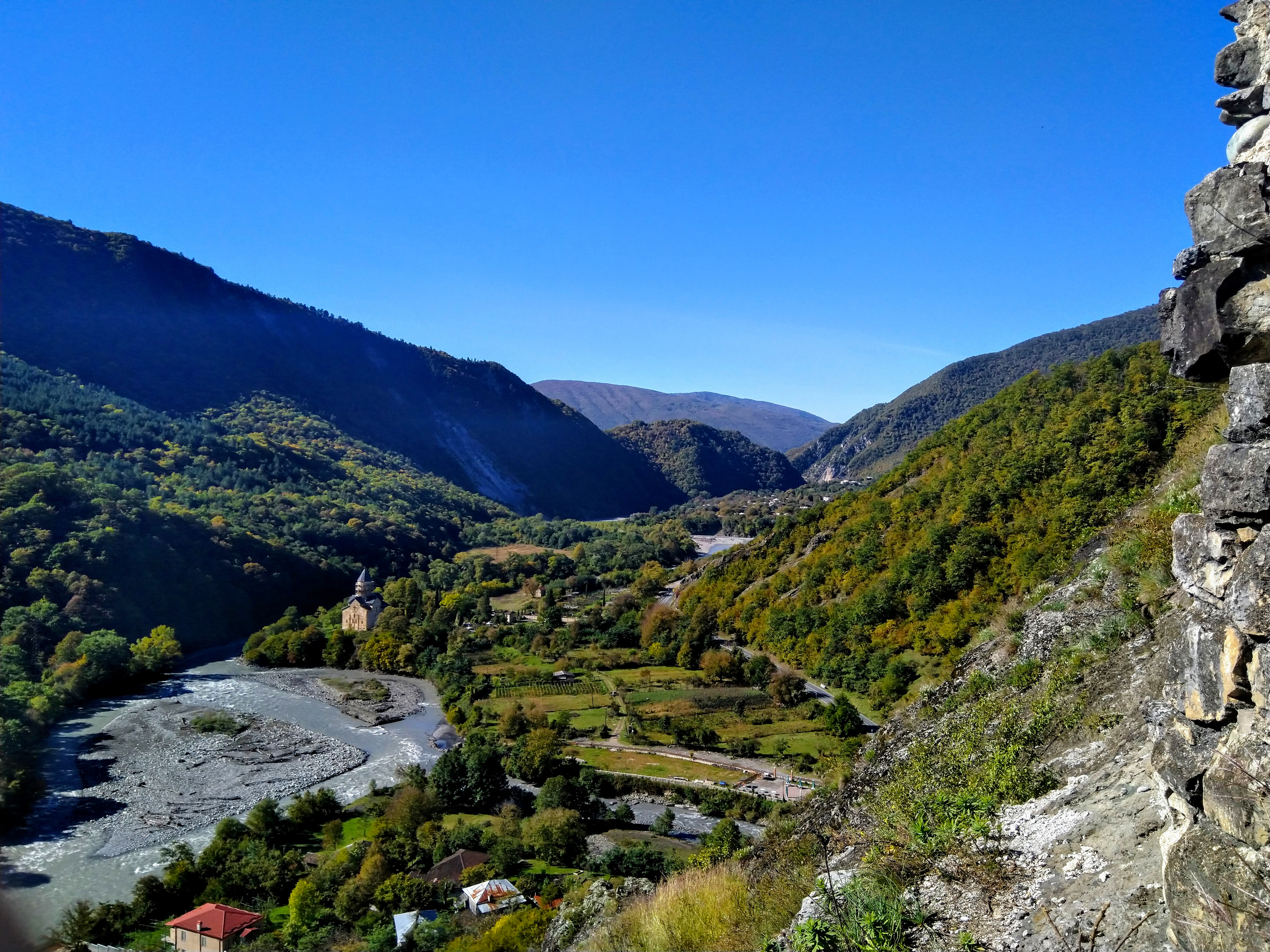
Rioni-rivier bij Tsesi en de Barakoni-kerk

De gemeente Ambrolaoeri is administratief onderverdeeld in 18 gemeenschappen (თემი, temi) met in totaal 69 dorpen (სოფელი, sopeli). Er is één nederzetting met stedelijk karakter (დაბა, daba) en één stad (ქალაქი, kalaki).
- stad: Ambrolaoeri;
- daba: Charistvala (feitelijk onbewoond);
- dorpen: in totaal 69, waaronder Abanoëti.

## Bestuur
De gemeenteraad van Ambrolaoeri (Georgisch: საკრებულო, sakreboelo) wordt elke vier jaar gekozen in een gemengd kiesstelsel. Een deel wordt gekozen via enkelvoudige kiesdistricten en een deel via evenredige vertegenwoordiging van gesloten partijlijsten, waarvoor een kiesdrempel geldt van drie procent.
| Partij | Partij                             | 2014 | 2017 | 2021 |
| ------ | ---------------------------------- | ---- | ---- | ---- |
|        | Georgische Droom (GD)              | 28   | 28   | 22   |
|        | Verenigde Nationale Beweging (UNM) | 2    | 2    | 4    |
|        | Overige partijen                   | 3    | 4    | 4    |
| Totaal | Totaal                             | 33   | 33   | 30   |

## Bezienswaardigheden

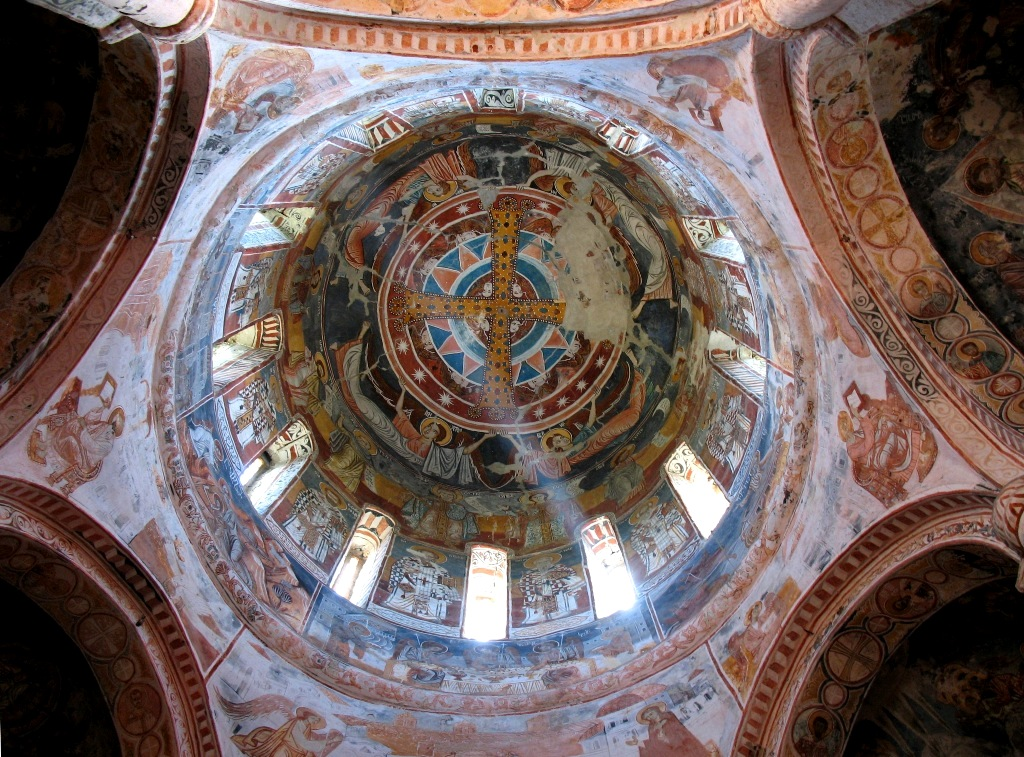
Nikortsminda-kathedraal

In de gemeente zijn naast natuurschoon verschillende bezienswaardigheden:
- Nikortsminda-kathedraal uit de 11e eeuw, en geldt als een van de hoogtepunten uit deze periode.
- Barakonikerk in het dorpje Tsesi, een 18e-eeuws kerkje aan de Rioni dat geldt als een van de laatste kerken gebouwd naar Georgisch middeleeuws ontwerp.
- Fort Mindatsiche bij Tsesi, hoofdverblijf van de Eristavi van Ratsja, gelegen op een rots boven de Rioni.
- Fort Chotevi, een 17e-eeuws fort langs de weg Ambrolaoeri - Nikortsminda.
- Sjaori reservoir en omgeving
- Wijnproeverijen[27]

## Vervoer

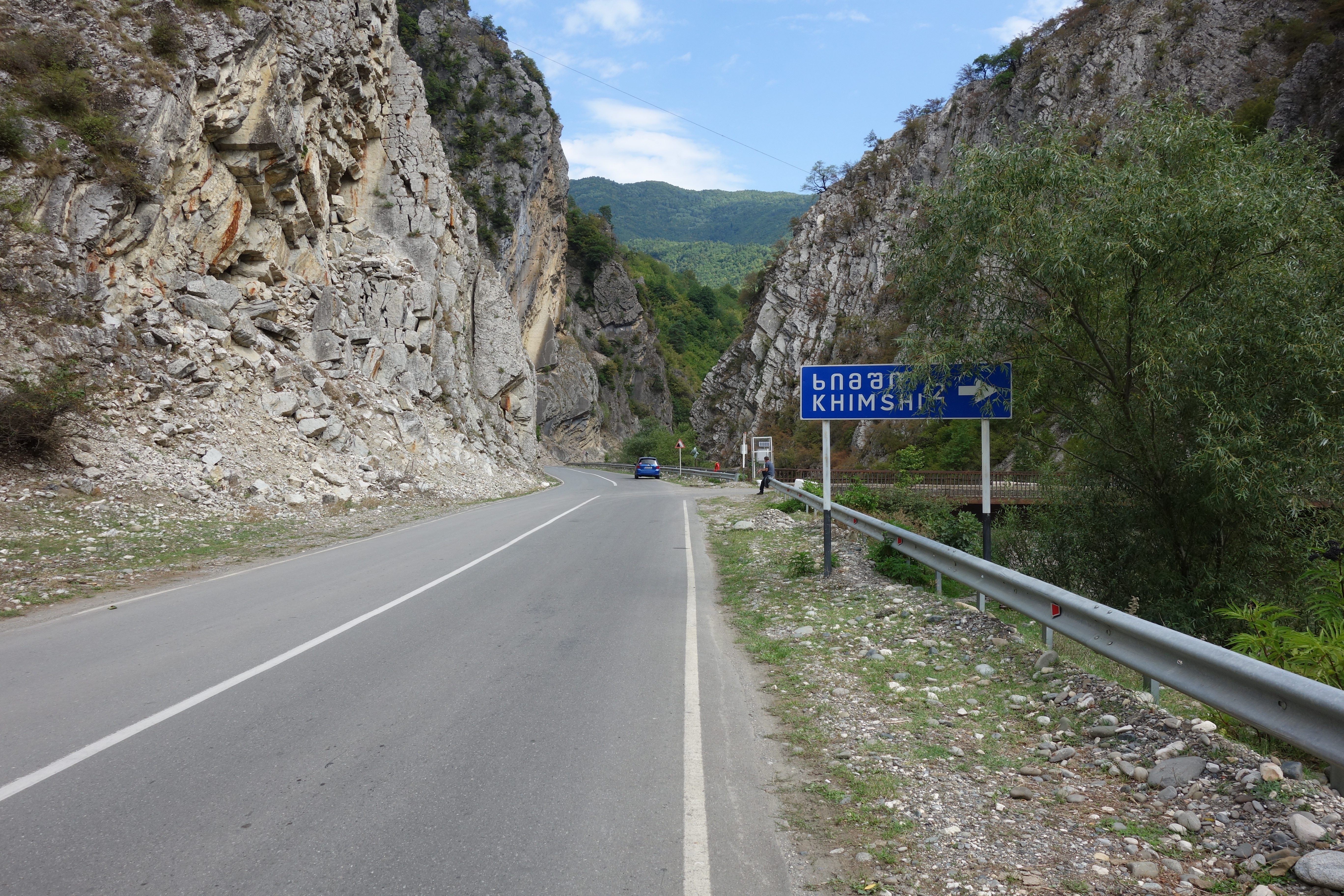
Osseetse Militaire Weg Sh16 door Chidiskarikloof

De gemeente Ambrolaoeri is goed verbonden met de regio Ratsja-Letsjchoemi en Kvemo Svaneti alswel met de rest van Georgië. Door de gemeente passeert de nationale route Sh16 die vanaf Koetaisi de Rioni stroomopwaarts volgt en via Ambrolaoeri en Oni bij de Mamisonpas aan de Russische grens eindigt. Deze weg stond ook bekend als 'Osseetse Militaire Weg', en werd oorspronkelijk in de 19e eeuw aangelegd als alternatieve route vanuit Rusland naast de Georgische Militaire Weg. Tegenwoordig loopt deze weg dood op de feitelijke grens met Zuid-Ossetië, vlak voor de Mamisonpas en de Russische grens.
De nationale route Sh17 ontsluit de gemeente met centraal-Georgië. Verder ligt in de gemeente het regionale vliegveld Ambrolaoeri, waar vandaan naar Tbilisi (Vliegveld Natachtari) gevlogen kan worden. Het dichtstbijzijnde treinstation is sinds 1887 in Tkiboeli, het eindpunt van de lijn uit Koetaisi.